# Mastigoproctus annectens
Espèce
Synonymes
- Amauromastigon annectens (Werner, 1916)

Mastigoproctus annectens est une espèce d'uropyges de la famille des Thelyphonidae.

## Distribution
Cette espèce est endémique de l'État de Santa Catarina au Brésil.

## Description
La femelle holotype mesure 18 mm.

## Publication originale
- Werner, 1916 : Über einige Skorpione und Gliederspinnen des Naturhistorischen Museums in Wiesbaden. Jahrbücher des Nassauischen Verein für Naturkunde, Wiesbaden, vol. 69, p. 79-97 (texte intégral).